# Kühbach

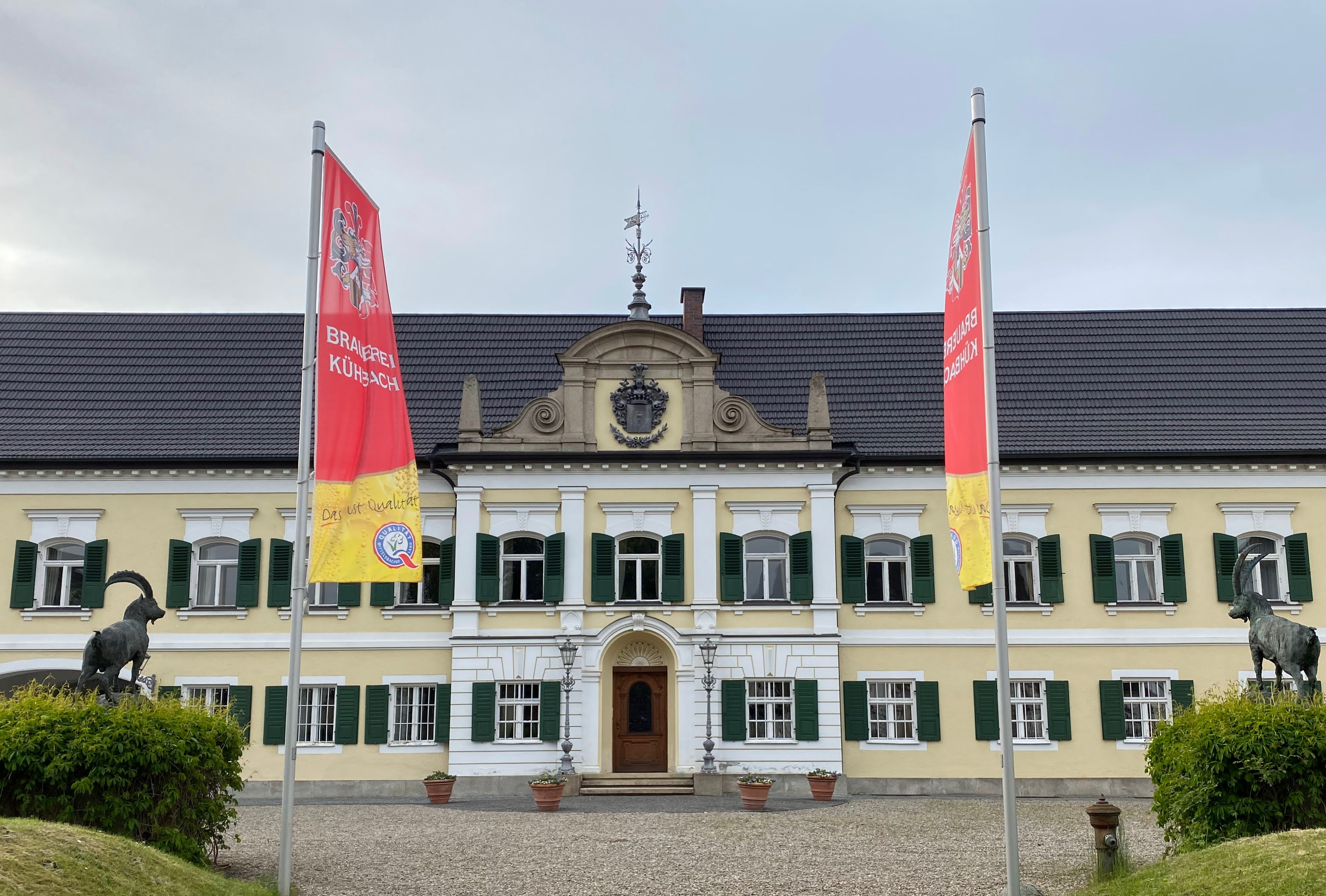
Schloss Kühbach

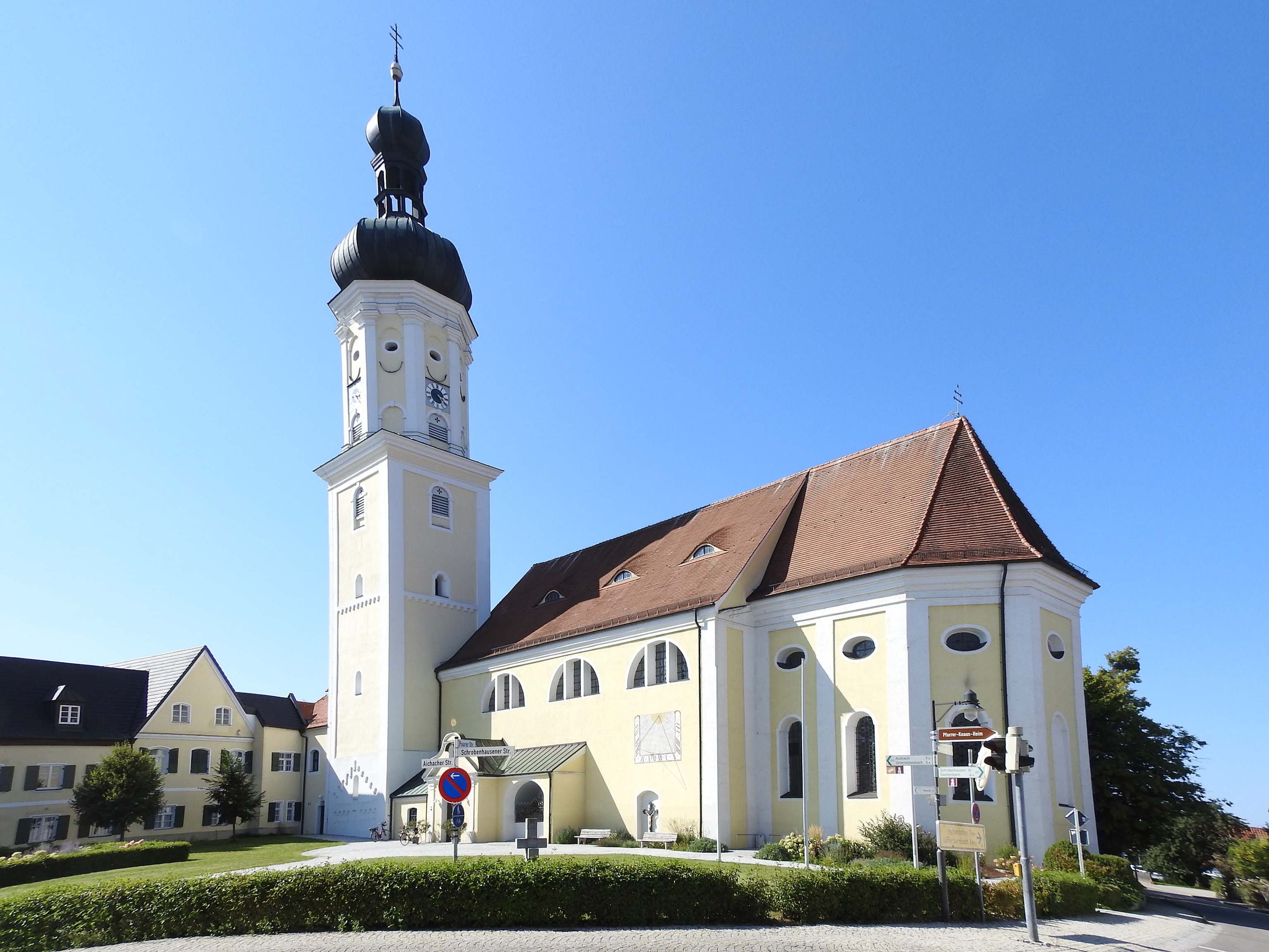
Pfarrkirche St. Magnus in Kühbach

Kühbach ist ein Markt im Landkreis Aichach-Friedberg (Bayern) und der Sitz der Verwaltungsgemeinschaft Kühbach, deren Mitglied diese ist.

## Geographie
Die Gemeinde liegt in der Planungsregion Augsburg.
Es gibt 17 Gemeindeteile, die sich auf 6 Gemarkungen verteilen:
- der Hauptort Kühbach
- das Kirchdorf Haslangkreit mit dem Kirchdorf Paar
- das Dorf Oberschönbach mit dem Pfarrdorf Unterschönbach, dem Weiler Mangelsdorf und der Einöde Mittelham
- das Pfarrdorf Großhausen mit dem Dorf Radersdorf und den Einöden Abtismühle, Oedmühle und Sedlhof
- das Kirchdorf Stockensau mit dem Kirchdorf Winden
- das Pfarrdorf Unterbernbach mit den Weilern Radersdorf (Bahnhof) und Rettenbach.

## Geschichte

### Bis zur Gemeindegründung
In Kühbach wird um das Jahr 1011 durch Graf Adalbero von Kühbach und seine Frau Wildburg das Kloster Kühbach gegründet. Es wurde im Rahmen der Säkularisation 1803 aufgelöst. Der Markt Kühbach gehörte zum Rentamt München und zum Landgericht Aichach des Kurfürstentums Bayern. Kühbach besaß ein Marktgericht mit magistratischen Eigenrechten. Im Zuge der Verwaltungsreformen im Königreich Bayern entstand mit dem Gemeindeedikt von 1818 die heutige Gemeinde.

### Bezirkszugehörigkeit
Erst 1972 wurde im Zuge der Kreisreform der Markt dem Regierungsbezirk Schwaben zugeordnet.

### Eingemeindungen
Am 1. April 1972 wurde die Gemeinde Oberschönbach nach Kühbach eingemeindet. Stockensau kam am 1. Juli 1972 hinzu. Am 1. Januar 1978 folgten Gebietsteile der aufgelösten Gemeinden Haslangkreit und Unterbernbach.

### Erste Bürgermeister (seit 1870)
| Name             | Amtszeit  |
| ---------------- | --------- |
| Peter Schmaus    | 1870–1883 |
| Engelbert Thoma  | 1884–1900 |
| Xaver Lunglmeier | 1901–1907 |
| Fritz Schmaus    | 1907–1911 |
| August Kirmair   | 1912–1919 |
| Franz Miller     | 1919–1931 |
| Johann Flunk     | 1931–1933 |

| Name                | Amtszeit  |
| ------------------- | --------- |
| Xaver Finkenzeller  | 1933–1937 |
| Johann Flunk        | 1937–1945 |
| Martin Riedl        | 1945–1946 |
| Dominikus Huber     | 1946–1960 |
| Karl Kerscher       | 1960–1978 |
| Heribert Oberhauser | 1978–1996 |
| Johann Lotterschmid | 1996–2020 |
| Karl-Heinz Kerscher | seit 2020 |

### Einwohnerentwicklung
| Jahr      | 1961 | 1970 | 1987 | 1991 | 1995 | 2000 | 2005 | 2010 | 2015 | 2018 | 2019 | 2020 | 2021 |
| Einwohner | 2382 | 2575 | 3165 | 3369 | 3611 | 3776 | 3997 | 4038 | 4230 | 4318 | 4326 | 4297 | 4269 |

Zwischen 1988 und 2019 wuchs der Markt von 3167 auf 4326 um 1159 Einwohner bzw. um 36,6 %.

## Politik

### Gemeinderat
Der Gemeinderat hat 16 Mitglieder. Die Gemeinderatswahl am 15. März 2020 führte zu folgendem Ergebnis:
| Parteien und Wählergemeinschaften          | 2020  | 2020  | 2014  | 2014  |
| Parteien und Wählergemeinschaften          | %     | Sitze | %     | Sitze |
| ------------------------------------------ | ----- | ----- | ----- | ----- |
| Ortsgemeinschaft Kühbach                   | 40,1  | 7     | 60,6  | 10    |
| Gemeinsam für unsere Marktgemeinde Kühbach | 25,7  | 4     | –     | –     |
| Bürgervereinigung Unterbernbach            | 19,5  | 3     | 22,1  | 3     |
| Freie Wählergemeinschaft Haslangkreit      | 14,6  | 2     | 17,3  | 3     |
| Gesamt                                     | 100,0 | 16    | 100,0 | 16    |
| Wahlbeteiligung in %                       | 70,0  | 70,0  | 55,5  | 55,5  |

### Bürgermeister
Erster Bürgermeister ist seit dem 1. Mai 2020 Karl-Heinz Kerscher (Ortsgemeinschaft Kühbach), der am 29. März 2020 in der Stichwahl mit 51,5 Prozent der Stimmen gewählt wurde. Sein Vorgänger von 1996 bis 2020 war Johann Lotterschmid; er wurde zuletzt bei der Kommunalwahl 2014 mit 92,9 Prozent der gültigen Stimmen im Amt bestätigt.

### Wappen
| Wappen Markt Kühbach | Blasonierung: „In Silber auf grünem Boden eine schreitende rote Kuh.“ |
| Wappen Markt Kühbach | Wappenbegründung: Im Jahr 1481 verlieh Herzog Georg der Reiche von Bayern-Landshut dem Ort die Marktrechte. In diesem Zusammenhang erhielt der Markt auch ein Siegel. Erste Abdrucke sind allerdings erst ab 1526 nachweisbar. Sie zeigen eine für den Ortsnamen redende Kuh auf blumigem Feld. In späteren Abdrucken taucht als Erinnerungsdatum das Jahr 1482 auf. Es gibt auch Varianten mit einer schreitenden Kuh auf blauem Wellenbalken als weiteren Hinweis auf den Ortsnamen oder bayerische Rauten im Schildhaupt. Die Gemeinde führt heute die Wappenform, die sich an den ersten Siegelabdrucken orientiert. Das Benediktinerinnenkloster Kühbach, ehemaliges Reichskloster, das seit 1471 die niedere Gerichtsbarkeit über den Ort innehatte, führte ein anderes Wappen, das im Gemeindewappen nicht berücksichtigt wurde. Das Wappen ist aus dem Siegelbild abgeleitet; Siegelführung seit dem 15. Jahrhundert bekannt. |

## Kultur und Sehenswürdigkeiten

### Freizeit
- Neue Sportanlage (einzigartige Eisstockhalle)
- Radersdorfer Badesee (Freizeitanlage)

### Baudenkmäler
- Pfarrkirche St. Magnus (Kühbach)
- Pfarrhaus (Kühbach)
- Schloss Kühbach
- Schloss Haslangkreit
- Filialkirche „St. Laurentius und St. Stephanus“ in Paar
- Palmesel (entstanden um das Jahr 1690)

## Wirtschaft und Infrastruktur

### Wirtschaft
Es gab 2016 nach der amtlichen Statistik im Bereich der Land- und Forstwirtschaft 16, im produzierenden Gewerbe 538 und im Bereich Handel, Verkehr und Gastgewerbe 183 sozialversicherungspflichtig Beschäftigte am Arbeitsort. In sonstigen Wirtschaftsbereichen waren am Arbeitsort 175 Personen sozialversicherungspflichtig beschäftigt. Sozialversicherungspflichtig Beschäftigte am Wohnort gab es insgesamt 1688. Im verarbeitenden Gewerbe gab es drei, im Bauhauptgewerbe zehn Betriebe. Im Jahr 2010 bestanden zudem 58 landwirtschaftliche Betriebe mit einer landwirtschaftlich genutzten Fläche von 2931 ha, davon waren 2600 ha Ackerfläche und 327 ha Dauergrünfläche. Die Brauerei Kühbach, im Besitz des Freiherrn von Beck-Peccoz, zählt zu den bekannten Brauereien der Region.

### Bildung
Im Jahr 2017 existierten folgende Einrichtungen:
- drei Kindertageseinrichtungen mit 166 Kindergartenplätzen und 122 Kindern
- zwei allgemeinbildende Schulen mit insgesamt 20 Lehrern und 271 Schülern (Schuljahr 2016/17).

### Medien
Im Gemeindegebiet erscheinen die Tageszeitungen Aichacher Nachrichten und Aichacher Zeitung.